# Horia Mosadiq
Horia Mosadiq és una activista pels drets humans afganesa, politòloga i periodista. S'ha topat amb amenaces per la seua feina com a activista i periodista. Mosadiq treballa per a Amnistia Internacional.

## Biografia
Mosadiq era una xiqueta quan Afganistan fou invadida per la Unió Soviètica el 1979. Mosadiq començà estudiant periodisme a la Universitat de Kabul el 1992. Va ser forçada a parar d'anar a la universitat i abandonà Afganistan poc després que el govern de Najibullah va ser tombat. Ella i la seua família cercà refugi al Pakistan el 1995, on treballà a Islamabad com a periodista per a United Press International. Mosadiq acabà els seus estudis de màster de Relacions Públiques en la Universitat de Califòrnia a Berkeley.
Després que els Estats Units d'Amèrica i el Regne Unit varen envair Afganistan el 2002, tornà al seu país natiu i començà a treballar per a Amnistia Internacional a Kabul, la qual soles es va mantindre oberta fins a l'any 2003. Després d'això, ella va ser diverses feines per a diferents agències de drets humans. Ella també va fer comentaris sobre la política per a Newsweek el 2004.
Mosadiq començà rebent amenaces d'aquells qui no els agradava el seu activisme. El 2008, Amnistia International l'ajudà a ella i la seua família perquè es traslladaren a Londres on començà a treballar per a Amnistia Internacional amb una visa que li permetia estar-s'hi si treballava al país britànic. El seu espòs havia sigut disparat i la cara de la seua filla havia sigut tallada. Mosadiq diu que "Mentre les amenaces foren dirigides cap a mi, no m'importava perquè quan decideixes què fer, també eres conscient dels perills. Però quan tot fou dirigit contra la meua família, fou molt difícil veure la meua família pagant pel que fas."
Mosadiq treballa avui en dia per a Amnistia Internacional com a Investigadora Afganesa. Va començar a treballar per a l'organització en aquest lloc de treball el 2008. Com a membre d'Amnistia Internacional, viatja freqüentment entre Londres i Kabul. Mosadiq donà la recerca per a l'informe d'Aministia Internacional, "Fleeing war, Finding Misery: The Plight of the Internally Displaced in Afghanistan." També informà a CNN news en una entrevista, que mentre l'avanç en els drets humans ha sigut molt lent des del 2002 a Afganistan, Amnistia Internacional ha vist algun progrés durant el curs del temps.